# Paroisse de Shippagan
La paroisse de Shippagan (orthographie officielle Shippegan) est à la fois une paroisse civile et un ancien district de services locaux (DSL) canadien du comté de Gloucester, située au nord du Nouveau-Brunswick.
La paroisse civile comprend les villes d'Île-de-Lamèque et Shippagan. Elle comprend aussi l'ancien village de Le Goulet et les anciens districts de services locaux (DSL) de Baie du Petit Pokemouche, Cap-Bateau, Chiasson Savoy, Coteau Road, Haut-Lamèque, Haut-Shippagan, île de Miscou, Petite-Lamèque, Pigeon Hill, Pointe-Alexandre, Pointe-Canot, Pointe-Sauvage (Indian Point), Ste-Cécile et la paroisse de Shippagan; c'est la paroisse la plus subdivisée de la province.
Dans le cadre de la réforme de la gouvernance locale du 1er janvier 2023, le territoire du DSL de la paroisse de Shippagan a été réparti entre les villes d'Île-de-Lamèque et de Shippagan.

## Toponyme
Le toponyme Shippagan vient du micmac Sepagun-chiche, qui signifie « passage des canards ». Ce nom serait composé de trois racines principales: sebaase (passer), owokun (portage ou passage) et chiche (canard). Le nom ferait allusion à la région et non au lieu précis. Il se prononce Chipagan, et non Chipagane.
Le nom de la ville eut différentes orthographes. Malgré le fait que Jacques Cartier, Samuel de Champlain et Nicolas Denys aient tous exploré la région, aucun n'a mentionné le nom Shippagan. Le nom est mentionné pour la première fois en 1656 lorsque Ignace de Paris, un missionnaire capucin, propose dans une lettre à ses supérieurs d'établir des postes de missionnaires en quatre ou cinq lieux de l'Acadie, dont Miscou et Cibaguensi, une version en latin du toponyme.
Au XVIIIe siècle, la forme la plus courante du nom était Chipagan et quelques variantes. Certains anglophones utilisaient l'orthographe française mais celle anglaise s'imposa à partir du début du XIXe siècle, avec quelques variantes, dont Shipagan, Ship-a-gang, Shipegan, Shippegan, Shippigan et Shippagan. Le nom officiel de la ville, qui était auparavant Town of Shippagan, fut changé en Shippagan le 9 septembre 2009.
Un village du XVIIIe siècle situé sur le site de l'actuel Bas-Caraquet s'appelait Chipagan.

## Géographie
La paroisse de Shippagan possède un territoire morcelé:
- Une portion bordée à l'ouest par la baie Saint-Simon, au nord par Baie-du-Petit-Pokemouche, à l'est par le golfe du Saint-Laurent et au sud par Inkerman ;
- Une portion située au bord du lac du Goulet et bordée au nord par Shippagan et au sud par Le Goulet.

La paroisse de Shippagan est généralement considérée comme faisant partie de l'Acadie.

### Géologie
Le sous-sol de la paroisse de Shippagan est composé principalement de roches sédimentaires du groupe de Pictou datant du Pennsylvanien (entre 300 et 311 millions d'années).

## Histoire
La paroisse de Shippagan est situé dans le territoire historique des Micmacs, plus précisément dans le district de Sigenigteoag, qui comprend l'actuel côte Est du Nouveau-Brunswick, jusqu'à la baie de Fundy.
Selon ce que rapporte Donat Robichaud, la région est visitée par des pêcheurs Normands et Bretons dès la fin du XIIIe siècle. Les Bretons sont en fait bien établis avant 1536. Les Basques chassent la baleine en Europe à partir du XIIe siècle ou plus tôt mais, à la suite de l'effondrement de la population de ces cétacés, commencent à les chasser au sud du Labrador au XVIe siècle, en plus de pêcher la morue. Ces pêcheurs viennent surtout du Pays basque espagnol mais ceux du Pays basque français deviennent de plus en plus nombreux. Ils sont déjà bien installés vers 1540. Contrairement à une idée répandue, ils n'ont pas chassés la baleine de plus en plus loin jusqu'à atteindre l'Amérique mais s'y sont rendus directement. Vers 1632, les pêcheurs de morue basques se déplacent dans des endroits plus reculés, dont Caraquet, Paspébiac et Shippagan, notamment pour éviter les attaques des Inuits et des pirates anglais ou danois, mais aussi à cause de la baisse de la population de baleine et de l'ouverture de la pêche au Svalbard. La pêche basque dans la région dure sans encombre jusque vers la fin du XVIIe siècle.

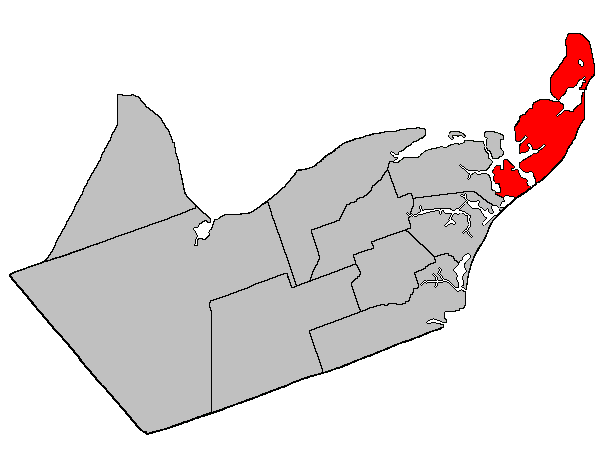
Situation sur une carte des paroisses civiles du comté de Gloucester (certains DSL et municipalités ne sont donc pas montrés).

1786: La paroisse d'Alnwick est érigée dans le comté de Northumberland
.
1814: La paroisse de Saumarez est créée à partir de portions de la paroisse d'Alnwick et d'un territoire non organisé.
1826: Le comté de Gloucester est créé à partir des paroisses de Saumarez et de Beresford, du comté de Northumberland.
1831: La paroisse de Caraquet est créée à partir d'une portion de la paroisse de Saumarez.
1851: La paroisse de Shippagan est créée à partir d'une portion de la paroisse de Caraquet.
1851: La paroisse d'Inkerman est créée à partir de portions des paroisses de Caraquet et de Shippagan.
1867: Confédération canadienne.
Années 1870: Le comté de Gloucester est constitué en municipalité.
1947: Shippagan est constitué en municipalité dans le territoire de la paroisse.
1958: Le village de Shippagan obtient le statut de ville.
La municipalité du comté de Gloucester est dissoute en 1966. Des portions de la paroisse sont détachées pour former le village de Lamèque ainsi que les DSL de Le Goulet, de Sainte-Marie-sur-Mer et de Saint-Raphaël-sur-Mer. La partie non constituée de la paroisse de Shippagan devient un district de services locaux en 1967.
1968: Le DSL de Pointe-Brûlée est créé à partir d'une portion de la paroisse de Shippagan.
1974: Le DSL de Pointe-Sauvage est créé à partir d'une portion de la paroisse de Shippagan.
1984: Les DSL de Baie-du-Petit-Pokemouche, Chemin-Coteau, de Chiasson-Savoy, de Cap-Bateau, de Haut-Lamèque, de Haut-Shippagan, de Miscou, de Petite-Lamèque, de Pointe-Alexandre, de Pointe-Canot, de Pigeon Hill, du Portage de Shippagan et de Sainte-Cécile sont créés à partir de portions de la paroisse de Shippagan.

## Démographie
| 2001  | 2006  | 2011  | 2016  |
| ----- | ----- | ----- | ----- |
| 5 552 | 5 370 | 5 004 | 4 800 |

## Économie
Entreprise Péninsule, un organisme basé à Tracadie-Sheila faisant partie du réseau Entreprise, a la responsabilité du développement économique de la région.

## Administration

### Comité consultatif
En tant que district de services locaux, la paroisse de Shippagan est en théorie administrée directement par le Ministère des Gouvernements locaux du Nouveau-Brunswick, secondé par un comité consultatif élu composé de cinq membres dont un président. Il n'y a actuellement aucun comité consultatif.

### Commission de services régionaux
La paroisse de Shippagan fait partie de la Région 4, une commission de services régionaux (CSR) devant commencer officiellement ses activités le 1er janvier 2013. Contrairement aux municipalités, les DSL sont représentés au conseil par un nombre de représentants proportionnel à leur population et leur assiette fiscale. Ces représentants sont élus par les présidents des DSL mais sont nommés par le gouvernement s'il n'y a pas assez de présidents en fonction. Les services obligatoirement offerts par les CSR sont l'aménagement régional, l'aménagement local dans le cas des DSL, la gestion des déchets solides, la planification des mesures d'urgence ainsi que la collaboration en matière de services de police, la planification et le partage des coûts des infrastructures régionales de sport, de loisirs et de culture; d'autres services pourraient s'ajouter à cette liste.

### Représentation et tendances politiques
Nouveau-Brunswick: La paroisse de Shippagan fait partie de la circonscription de Lamèque-Shippagan-Miscou, qui est représentée à l'Assemblée législative du Nouveau-Brunswick par Paul Robichaud, du Parti progressiste-conservateur. Il fut élu en 1999 puis réélu depuis ce temps.
 Canada: La paroisse de Shippagan fait partie de la circonscription fédérale d'Acadie-Bathurst. Cette circonscription est représentée à la Chambre des communes du Canada par Yvon Godin, du NPD. Il fut élu lors de l'élection de 1997 contre le député sortant Doug Young, en raison du mécontentement provoqué par une réforme du régime d’assurance-emploi.

### Regroupement
Dans la foulée du projet une péninsule une ville des années 1990, un projet de regroupement municipal plus modeste, centré autour de Shippagan, est lancé en 2012. Le spremières consultations publiques ont lieu en mars 2016 et un plébiscite doit avoir lieu le 14 novembre suivant.

### Ancienne administration paroissiale
|  | Indépendant | 1925 - 192? | Sam G. Robichaud Albert Robichaud   |
|  | Indépendant | 1931 - 19?? | Jean-Paul Chiasson Sam G. Robichaud |

## Vivre dans la paroisse de Shippagan
Les francophones bénéficient du quotidien L'Acadie nouvelle, publié à Caraquet, ainsi que de l'hebdomadaire L'Étoile, de Dieppe. Les anglophones bénéficient quant à eux du quotidien Telegraph-Journal, publié à Saint-Jean.